# Pyxine asiatica
Pyxine asiatica är en lavart som beskrevs av Vain. Pyxine asiatica ingår i släktet Pyxine och familjen Physciaceae.   Inga underarter finns listade i Catalogue of Life.